# Mariandynes
Les Mariandynes ou Mariandyniens, (en grec ancien : Μαριανδυνοί), sont un peuple d’Anatolie, une population d’une région qui englobe Héraclée du Pont en Bithynie. C'est lors d'un passage par leur territoire que les Argonautes perdent Tiphys après un sacrifice. Ils font partie de l'armée lydienne de Crésus et de l'armée perse de Cyrus II et Xerxès.

## Histoire
Les Mariandynes sont des Bithyniens de Thrace ; tous ont été soumis et englobés par les Mysiens lors de migrations invasives ; seuls les Mariandynes, établis au nord-est de ce qui deviendra la Bithynie, maintinrent leur indépendance culturelle. Strabon dit d’eux qu’ils ne parlent pas la même langue que les Caucones. Ils ont été assez tôt asservis par des colons mégariens qui envahirent Héraclée du Pont et réduisirent au servage la population mariandyne. Ils furent annexés au royaume lydien par Crésus, au VIe siècle av. J.-C. ; Xénophon parle d'eux, et on sait qu’ils font partie des armées perses lors de la deuxième guerre médique. L’historien Nymphis d'Héraclée dans son ouvrage Histoire d’Héraclée rapporte qu’ils ont des chansons qui leur sont particulières, dont une qu'ils ont coutume de chanter : un personnage du nom de Borcos, fils d'un père aussi distingué par son rang que par ses richesses, qui a surpassé tous les Mariandynes par la beauté, à la tête des travaux de ses champs, voulut procurer de l'eau à ses moissonneurs, et disparut subitement. Les habitants de la contrée allèrent à sa recherche, et les appels sont à l’origine de cette chanson lugubre.